# Valdaracete
Valdaracete ist ein Ort und eine Gemeinde (municipio) mit 645 Einwohnern (Stand: 2024) im Südosten der Autonomen Gemeinschaft Madrid. Die Gemeinde gehört zur Kulturlandschaft der Alcarria.

## Lage und Klima
Der ca. 745 m hoch gelegene Ort Valdaracete liegt gut 60 km südöstlich der spanischen Hauptstadt Madrid; die sehenswerten Orte Tielmes und Valdilecha befinden sich nur etwa 10 bis 15 km nordwestlich. Das Klima im Winter ist gemäßigt, im Sommer dagegen warm bis heiß; die eher geringen Niederschlagsmengen (ca. 455 mm/Jahr) fallen – mit Ausnahme der nahezu regenlosen Sommermonate – verteilt übers ganze Jahr.

## Bevölkerungsentwicklung
| Jahr      | 1857  | 1900  | 1950  | 2001 | 2019 |
| Einwohner | 1.363 | 1.258 | 1.285 | 617  | 609  |

Aufgrund der Mechanisierung der Landwirtschaft und der Aufgabe bäuerlicher Kleinbetriebe ist die Einwohnerzahl der Gemeinde trotz ihrer Lage im Großraum Madrid seit den 1950er Jahren deutlich zurückgegangen.

## Wirtschaft
Die Gemeinde ist immer noch in hohem Maße landwirtschaftlich geprägt; Hauptanbauprodukte waren und sind Oliven, Wein und Weizen. Durch Valdaracete führte die Cañada Real Soriana Oriental, ein Triftweg für Schaf- und Ziegenherden.

## Geschichte
Über die frühe Geschichte der Gegend ist kaum etwas bekannt; keltische, römische, westgotische und selbst islamisch-maurische Spuren fehlen. Wahrscheinlich wurde der Ort erst nach der Rückeroberung (reconquista) von Toledo (1085) und Alcalá (1118) im Zusammenhang mit der Politik der Wiederbevölkerung (repoblación) gegründet. Er stand zunächst unter dem Schutz des Santiagoordens, kam aber dann unter die Oberhoheit des Erzbistums Toledo und anderer Grundherrn (señores).

## Sehenswürdigkeiten
- Die – gemäß einer Inschrift über dem Chorbogen – in den Jahren 1593–1607 im schmucklosen Herrera-Stil aus nur grob behauenen Natur- und vereinzelten Ziegelsteinen erbaute Iglesia San Juan Bautista ist Johannes dem Täufer geweiht. Es ist eine einschiffige Kirche mit kurzen Querhausarmen (transept).[4]
- Die Ermita de la Virgen de la Pera befindet sich etwa 1 km vom Ort entfernt; von hier bieten sich schöne Ausblicke über das Land.[5]